# Charte européenne pour l'égalité des femmes et des hommes dans la vie locale
Le Conseil des communes et régions d'Europe (CCRE) a lancé en mai 2006 une charte européenne pour l'égalité des femmes et des hommes dans la vie locale  . Cette charte est destinée aux collectivités locales et régionales d'Europe qui sont invitées à la signer, à prendre publiquement position sur le principe de l'égalité des femmes et des hommes, et à mettre en œuvre, sur leur territoire, les engagements définis dans la charte.

## Principes fondamentaux de la charte
La charte comporte trente articles qui intéressent les différents domaines d’actions des collectivités territoriales en tant qu’employeur, donneur d’ordre ou prestataire de services.
Cette charte se base sur les principes suivant : 
- L'égalité entre les femmes et les hommes est un droit fondamental
- Pour arriver à l'égalité des femmes et des hommes, il faut aussi s'attaquer à tous les autres types de discriminations (origine, langue, convictions politiques, religieuses, handicap, orientation sexuelle...)[2]
- Une représentation et participation équilibrée des femmes et des hommes dans le processus décisionnel est nécessaire dans toute société démocratique
- Il faut éliminer tous les stéréotypes, attitudes et préjugés hommes/femmes pour arriver à l'égalité des femmes et des hommes
- Toutes les activités des collectivités territoriales doivent prendre compte la perspective égalité des femmes et des hommes (intégration du genre dans l’ensemble des activités, politiques et financements)
- Des plans d'actions dotés de ressources adéquates doivent être mis en place.

Elle est un exemple important de glocalisation, de gender mainstreaming et de soft law.

## Historique de la charte
Dans les années 1990, la charte européenne des femmes dans la cité revendiquait déjà la parité dans les organes décisionnels afin d'aboutir à l'amélioration du cadre de vie.
En 2005, le CCRE avec le soutien financier de la Commission européenne, a mené à bien un projet sur la ville pour l'égalité femmes/hommes. Le projet visait principalement à recueillir des exemples de bonnes pratiques concernant l'égalité des sexes au niveau local européen, et à mettre en place une méthodologie permettant aux élus locaux d'arriver à une véritable égalité femmes/hommes dans leurs municipalités.
À la fin du projet, le CCRE a lancé, toujours avec le soutien de la Commission européenne, le projet d'élaborer une charte européenne pour l'égalité femmes/hommes dans la vie locale. Le but étant d'inciter les élus locaux et régionaux à signer la charte et, ce faisant, à s'engager publiquement à appliquer dans leurs municipalités les mesures reprises dans la charte.